# Bankovci (Pozsega)
Bankovci (1910 és 1991 között Bankovci Požeški) falu Horvátországban, Pozsega-Szlavónia megyében. Közigazgatásilag Pozsegához tartozik.

## Fekvése
Pozsegától 7 km-re északnyugatra, a Pozsegai-medencében, a Sovinjak-patak mentén, Krivaj és Novi Bankovci között fekszik. 

## Története
A település már a középkorban is létezett. 1378-ban „Poss. Bankoch” és 1435-ben „Villa Bankouch” néven 5 mardurinalis telekkel a velikei Bekefi család birtokai között említik. A török uralom idejében horvát katolikusok lakták. 1698-ban „Bankovczi” néven 3 portával szerepel a török uralom alól felszabadított szlavóniai települések összeírásában. 1705-ben 5, 1746-ban és 1760-ban 6 ház állt a településen.
Az első katonai felmérés térképén „Dorf Bankovczi” néven látható. Lipszky János 1808-ban Budán kiadott repertóriumában „Bankovczi” néven szerepel. Nagy Lajos 1829-ben kiadott művében „Bankovczi” néven 19 házzal, 109 katolikus vallású lakossal találjuk. 1857-ben 57, 1910-ben 113 lakosa volt. 1910-ben a népszámlálás adatai szerint lakosságának 95%-a horvát anyanyelvű volt. Pozsega vármegye Pozsegai járásának része volt. Az első világháború után 1918-ban az új szerb-horvát-szlovén állam, majd később (1929-ben) Jugoszlávia része lett. 1991-ben lakosságának 99%-a horvát nemzetiségű volt. 2001-ben 109 lakosa volt.

## Lakossága
| Lakosság változása | Lakosság változása | Lakosság változása | Lakosság változása | Lakosság változása | Lakosság változása | Lakosság változása | Lakosság változása | Lakosság változása | Lakosság változása | Lakosság változása | Lakosság változása | Lakosság változása | Lakosság változása | Lakosság változása | Lakosság változása |
| ------------------ | ------------------ | ------------------ | ------------------ | ------------------ | ------------------ | ------------------ | ------------------ | ------------------ | ------------------ | ------------------ | ------------------ | ------------------ | ------------------ | ------------------ | ------------------ |
| 1857               | 1869               | 1880               | 1890               | 1900               | 1910               | 1921               | 1931               | 1948               | 1953               | 1961               | 1971               | 1981               | 1991               | 2001               | 2011               |
| 57                 | 52                 | 74                 | 89                 | 111                | 113                | 118                | 124                | 135                | 143                | 170                | 135                | 91                 | 134                | 117                | 109                |